# Нагрудный знак стрелка и бортрадиста
Квалификационный нагрудный знак «Стрелок и бортрадист» (нем. Bordfunkerabzeichen) был учрежден 12 августа 1936 г. рейхсминистром Люфтфаффе рейхсмаршалом Германом Герингом. Квалификационным знаком награждались выпускники авиационных школ, успешно прошедших подготовку по специализации бортстрелков, бортинженеров (бортмехаников) и бортрадистов. Для прохождения квалификационных требований на знак кандидатам предоставлялось выполнить двухмесячный нормативный курс обучения или принять участие в пяти боевых вылетах. Если во время оперативного (боевого) вылета бортстрелок, бортмеханик, бортрадист получали ранение, то награждение квалификационным знаком происходило досрочно. Существовали миниатюры квалификационного знака, а также были учреждены тканевые версии награды для офицерского и нижнего звена военнослужащих. 22 июня 1942 г. был учрежден новый квалификационный нагрудный знак стрелка и бортмеханика (практически идентичен предыдущей версии за исключением отсутствия молний в лапах орла, так как эмблема скрещенных молний принадлежала радистам).

## Описание квалификационного знака, вручение и правило ношения
Квалификационный знак стрелка и бортрадиста имеет овальную форму с венком из дубовых и лавровых листьев (символ победителей), в центре композиции пикирующий орел, держащий в когтях перекрещенные молнии, в нижней части — свастика. Крепление к униформе осуществлялось с помощью булавки вертикального зажима. В начале выпуск награды осуществлялся из «никелевого серебра» (нейзильбера), под конец II Мировой войны, в связи с нехваткой и экономией ресурсов стал выпускаться из цинка и его сплавов. Маркировка знака осуществлялась с тыльной стороны награды (также могли существовать и неклейменные образцы), как правило, производился берлинскими фирмами «Карл Эрих Юнкер» и «Берг и Нольте», «Вильгельм Доймер» из г. Люденшайда, и другими. Квалификационный знак носился на левой стороне парадного мундира или повседневной униформы. Вручался знак обычно в коробке синего цвета, в торжественной обстановке, с вручением соответствующих документов, а также записям к ним в книжке военнослужащего.

## Современное состояние награды
В соответствие с законом Федеративной Республики Германия о положение орденов и медалей, а также их названия выпуска 1933—1945 гг. от 26 июля 1957 г. квалификационный нагрудный знак Люфтваффе «Стрелок и бортрадист» производился в денацифицированной версии без свастики.